# Lý Nhã Kỳ
Lý Nhã Kỳ tên thật Trần Thị Thanh Nhàn (sinh ngày 19 tháng 7 năm 1982 tại Vũng Tàu) là nữ diễn viên, doanh nhân người Việt Nam. Cô được biết đến qua vai Diễm Kiều trong phim truyền hình Kiều nữ và đại gia (2008). Năm 2011, cô được bổ nhiệm làm Đại sứ Du lịch đầu tiên của Việt Nam.
Năm 2016, cô được nhận tước vị Công chúa Châu Á do hoàng đế tối cao Mangacop Unipa Saud Al Hadj đại diện cho Chính quyền Bộ tộc Mindanao của Vương quốc Hồi giáo nhân dân thống nhất Bangsamoro Philippines phong tặng, sau đó Tổng thống Philippines Rodrigo Roa Duterte chính thức gửi thư chúc mừng Hoàng gia Mindanao và Lý Nhã Kỳ nhân dịp được sắc phong tước vị này.

## Tiểu sử
Cô tên thật là Trần Thị Thanh Nhàn, sinh ngày 19 tháng 7 năm 1982 tại Thành phố Vũng Tàu, Bà Rịa - Vũng Tàu Cha của cô, ông Trần Ngọc Lý từng chiến đấu tại Rừng Sác (nay thuộc huyện Cần Giờ, thành phố Hồ Chí Minh) trong Chiến tranh Việt Nam. Ông mất năm 2005 do vết thương chiến tranh tái phát và được trao tặng danh hiệu liệt sĩ, mẹ cô là người gốc Thái Bình. Cô lớn lên trong một xóm nhỏ ở tỉnh Bà Rịa – Vũng Tàu. Năm 16 tuổi, cô theo họ hàng sang Đức học hành. Cô đã khẳng định với báo Dân trí là đã tốt nghiệp trường đại học Alexander Wiegand tại Đức.
Ngoài tiếng Việt, cô có thể sử dụng Tiếng Anh, Tiếng Đức và Tiếng Trung. Lý Nhã Kỳ giải thích cho nghệ danh của cô:
| “ | Tên thật của mình là Trần Thị Thanh Nhàn. Còn Lý Nhã Kỳ là nghệ danh. "Lý" là tên của bố mình (đã mất), "Nhã" xuất phát từ tên Nhàn (nhàn nhã đó mà), còn "Kỳ" là do mình tự nhận thấy cuộc đời mình đôi khi đón nhận những chuyện bất ngờ! | ” |

## Công việc

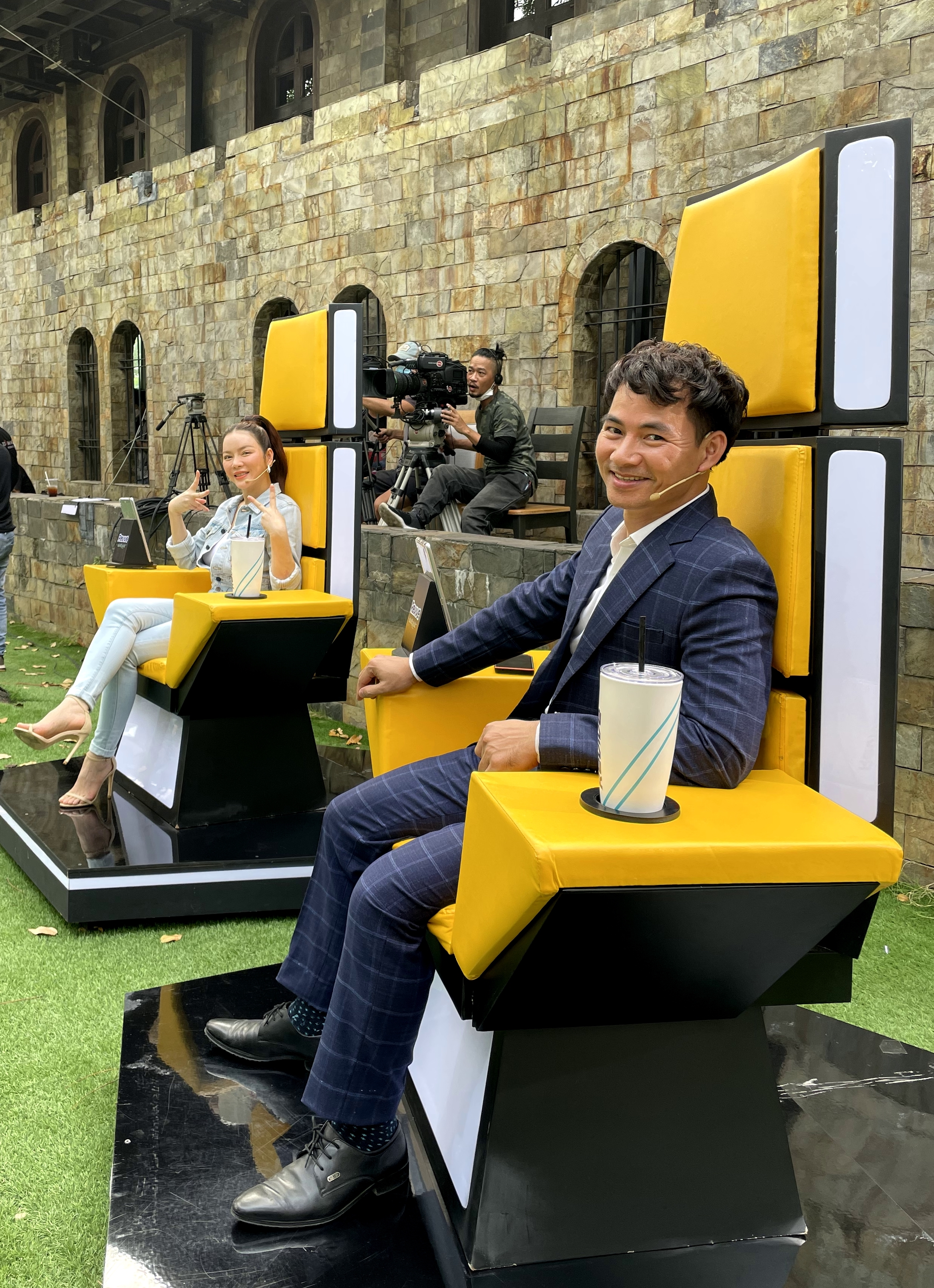
Lý Nhã Kỳ và NSƯT Xuân Bắc trong vai trò giám khảo tại gameshow Siêu thử thách (mùa 1) năm 2021

Lý Nhã Kỳ không chỉ làm diễn viên. Ngoài đời, cô làm thêm khá nhiều nghề: công ty của cô hoạt động trên các lĩnh vực như cố vấn đầu tư, kinh doanh bất động sản, kinh doanh cửa hàng kim cương, túi xách thời trang, đồng hồ thời trang thương hiệu cao cấp của Italia.
Lý Nhã Kỳ cùng với Hồng Nhung và Giáng My làm đại sứ cho dòng xe C-Class và E-Class của hãng xe Mercedes-Benz trong năm 2008 và là hình ảnh đại diện của Acer Aspire One. Lý Nhã Kỳ cũng đã làm đại sứ cho hãng mỹ phẩm Avon 2009.

## Hoạt động xã hội
Từ ngày 6 tháng 10 đến ngày 1 tháng 11 năm 2008 cô làm đại sứ hãng mỹ phẩm Avon trong chương trình cổ động "Lắc Tay Nhân Ái Avon’s Empowerment Bracelet" gây quỹ giúp đỡ phụ nữ trên toàn thế giới đang chịu cảnh ngược đãi và bạo lực trong gia đình hay có những hoàn cảnh bất hạnh.
Khoảng tháng 6 năm 2009, cô đã nhận lời làm Đại sứ nụ cười tại Việt Nam cho tổ chức Operation Smile, một tổ chức phi chính phủ cung cấp các dịch vụ y tế và phẫu thuật chỉnh hình miễn phí cho trẻ em và thanh thiếu niên bị dị tật khe hở môi, hàm ếch (cùng tham gia đại sứ nụ cười năm 2009 còn có Thành Long).
Cuối năm 2009, Lý Nhã Kỳ sang Trung Quốc tham dự Lễ trao giải từ thiện của Liên đoàn báo chí Trung Quốc theo lời mời của bà Alice Chiu – Chủ tịch tập đoàn Henyep và quỹ từ thiện Sheen Hok. Tại đây, cô đã có cuộc gặp gỡ với Mark Obama Ndesandjo, em trai cùng cha khác mẹ của tổng thống Mỹ Barack Obama. Sau đó cô đã nhận lời mời làm phó chủ tịch quỹ Sheen Hok quốc tế, làm chủ tịch quỹ này tại Việt Nam.
Ngày 11 tháng 4 năm 2010, Lý Nhã Kỳ là một trong 28 cá nhân nhận Cúp vàng "Vì sự phát triển cộng đồng" lần thứ 5.
Với cương vị là Phó chủ tịch quỹ từ thiện Sheen Hok quốc tế và là chủ tịch Sheen Hok tại Việt Nam, cô tài trợ xây dựng nhà tình nghĩa, cầu nông thôn, cấp học bổng cho học sinh giỏi, tặng xe đạp, mổ mắt cho trẻ em nghèo trên toàn Việt Nam.
Năm 2010–2011: Lý Nhã Kỳ đã tham gia chương trình từ thiện hỗ trợ chi phí khám và mổ mắt cho các trẻ em bị khiếm thị ở Phú Thọ, Hà Nội, Bình Phước và Thành phố Hồ Chí Minh. Xây nhà tình nghĩa ở Kiên Giang và xây cầu nông thôn ở Tiền Giang, tặng xe đạp cho học sinh giỏi ở Đại Lộc.
Ngày 21 tháng 9 năm 2011: Bộ Văn hóa, Thể thao và Du lịch ra quyết định số 3000/QĐ-BVHTTDL bổ nhiệm Trần Thị Thanh Nhàn làm đại sứ du lịch đầu tiên của Việt Nam, nhiệm kỳ 1 năm, một ngày sau khi ra quyết định số 2995/QĐ-BVHTTDL về Quy chế bổ nhiệm, miễn nhiệm, tiêu chuẩn, hoạt động, quyền, nghĩa vụ và trách nhiệm Đại sứ Du lịch Việt Nam. Năm 2011, công việc của cô tập trung vào vận động bầu chọn vịnh Hạ Long trở thành một trong bảy Kỳ quan Thiên nhiên Mới của Thế giới.
Tháng 11 năm 2012, Lý Nhã Kỳ đã cùng đoàn đại biểu thể thao Việt Nam sang Ma Cao vận động quyền đăng cai ASIAD 2019. Ngày 8 tháng 11 năm 2012, OCA đã chính thức tuyên bố Việt Nam lần đầu tiên giành quyền tổ chức giải đấu thứ 18. Tuy nhiên do khó khăn kinh phí nên sau đó Việt Nam đã rút lui và không tổ chức đại hội này.
Tháng 12 năm 2016, Lý Nhã Kỳ được sắc phong "Công chúa châu Á và Việt Nam". Hoàng đế tối cao châu Á - Mangacop Unipa Saud Al Hadj đại diện cho Chính quyền Bộ tộc Mindanao - Vương quốc Hồi giáo Nhân dân thống nhất Bangsamoro - Philippines, Tổ chức Vương quốc Hồi giáo Hoàng gia tại Hội nghị Đông Nam Á đã ký sắc lệnh chính thức tuyên bố công nhận tước vị "Công chúa châu Á và Việt Nam" cho Lý Nhã Kỳ. Lễ sắc phong diễn ra trong hai ngày 14 - 15 tháng 12 năm 2016.
Tháng 6 năm 2018, Lý Nhã Kỳ đảm nhiệm Lãnh sự danh dự của România tại Thành phố Hồ Chí Minh.
Tháng 11 năm 2018, tại Đại hội đại biểu toàn quốc lần thứ hai Hội Doanh nhân Tư nhân Việt Nam, Lý Nhã Kỳ được bổ nhiệm vào Ban Chấp hành Trung ương Hội Doanh nhân Tư nhân Việt Nam khóa II nhiệm kỳ 2018–2023.

## Tai tiếng
- Mặc váy hở ngực trong vở kịch "Đại tướng Võ Nguyên Giáp và bản giao hưởng Điện Biên".[33]
- Dương Thiết Tâm: Tháng 4 năm 2012, một số hình ảnh cưới và chứng nhận kết hôn ngày 18 tháng 8 năm 2000 giữa Trần Thị Thanh Nhàn (có cùng tên khai sinh, ngày sinh và nơi sinh với Lý Nhã Kỳ) và Dương Thiết Tâm được tung lên mạng làm lan truyền việc cô đã kết hôn từ năm 18 tuổi.[34]
- Bị nghi ngờ chứng chỉ tốt nghiệp đại học là bằng giả.[8]

## Hoạt động

### Phim
| Năm  | Tựa                                         | Vai Diễn   | Chú Thích                           |
| ---- | ------------------------------------------- | ---------- | ----------------------------------- |
| 2005 | Cổ Tích Việt Nam: Sinh Con Rồi Mới Sinh Cha | Vợ Giáp    |                                     |
| 2006 | Tình Yêu Còn Mãi                            | Trúc       | [ 10 ]                              |
| 2007 | Chuyện Tình Yêu                             | Hoài Thu   |                                     |
| 2007 | Ghen                                        | Ngọc Hoàn  | Phim có sự tham gia của Lê Kiều Như |
| 2007 | Giá Mua Một Thượng Đế                       | Thạch Thảo |                                     |
| 2007 | Thám Tử Tư                                  |            | [ 35 ] [ 36 ]                       |
| 2007 | Mười: Truyền Thuyết Về Bức Chân Dung        | Mai        |                                     |
| 2008 | Kiều nữ và đại gia                          | Kiều Diễm  |                                     |
| 2008 | Thượng Hải                                  | Người mẫu  | [ 37 ] [ 38 ]                       |
| 2009 | Bước Chân Hoàn Vũ                           |            | [ 39 ]                              |
| 2009 | Gió Nghịch Mùa                              | Khánh Ngọc |                                     |
| 2009 | Nơi Tình Yêu Bắt Đầu                        |            |                                     |
| 2011 | Vàng Trong Cát                              |            |                                     |
|      | Chiếc Giường Chia Đôi                       | Mỹ Anh     | [ 40 ]                              |
| 2012 | Mùa Hè Lạnh                                 | Hoa        |                                     |
| 2018 | E-Book                                      |            | Nhà sản xuất                        |
| 2018 | Gueule d'ange.                              |            | Nhà sản xuất                        |
| 2020 | Người Thứ Ba                                | Thiên Di   |                                     |

### Chương Trình Truyền Hình
| Năm  | Tựa                            | Vai Trò             | Chú Thích       |
| ---- | ------------------------------ | ------------------- | --------------- |
| 2014 | Người Bí Ẩn mùa 1              | Khách mời           | Tập 1           |
| 2016 | Người Bí Ẩn Mùa 3              | Khách mời           | Tập 1           |
| 2016 | Thử Thách Người Nổi Tiếng      | Giám khảo           | Tập 1           |
| 2016 | Bước Nhảy Ngàn Cân             | Giám khảo           | Tập 2           |
| 2018 | Ảo Thuật Siêu Phàm             | Giám khảo           | Tất cả tập      |
| 2019 | Ô Hay Gì Thế Này               | Khách mời           | Tập 4           |
| 2019 | 7 Nụ Cười Xuân Mùa 4           | Khách mời           | Tập 3           |
| 2019 | Ơn Giời! Cậu Đây Rồi Mùa 7     | Khách mời           | Tập 1           |
| 2019 | Sao Hoả Sao Kim                | Khách mời           | Tập 9           |
| 2019 | Top Chef (Đầu bếp thượng đỉnh) | Giám khảo           | Tập 2           |
| 2019 | Bếp Vui Bùng Vị                | Khách mời           | Tập 13          |
| 2019 | Khuôn Mặt Đàng Tin             | Khách mời           | Tập 1           |
| 2020 | Gõ Cửa Thăm Nhà                | Khách mời           | Tập 33          |
| 2020 | Nhanh Như Chớp Mùa 3           | Khách mời           | Tập 5, 12, 14   |
| 2020 | Siêu Bất Ngờ Mùa 5             | Khách mời           | Tập 2           |
| 2020 | Nhanh Như Chớp                 | Khách mời           | Tập 5           |
| 2020 | Nhanh Như Chớp Nhí             | Khách mời           | Tập 16          |
| 2020 | Đánh Thức Đam Mê               | Giám khảo           | Tất cả tập      |
| 2020 | Chị Em Chúng Mình              | Khách mời           | Tập 1           |
| 2020 | Cơ Hội Đến                     | Cố vấn              | Tập 4           |
| 2021 | Chọn Ai Đây Mùa 2              | Cố vấn              | Tập 1, 2, 3, 4, |
| 2021 | Giác Quan Thứ 6 Mùa 3          | Khách mời           | Tập 9           |
| 2021 | Siêu Thử Thách                 | Giám khảo khách mời | Tập 6, 10       |
| 2021 | 6 Ô Cửa Bí Ẩn                  | Khách mời           | Tập 7           |
| 2021 | Hát Mãi Ước Mơ mùa 4           | Giám khảo           | mùa 4           |
| 2022 | Người Ấy Là Ai Mùa 4           | Nữ chính            | Tập 13          |

## Cuộc thi
| Năm  | Cuộc thi                                            | Vai trò   |
| ---- | --------------------------------------------------- | --------- |
| 2017 | Hoa hậu Hòa bình Quốc tế (Miss Grand International) | Giám khảo |
| 2017 | Người Mẫu Thể Hình Việt Nam                         | Giám khảo |
| 2019 | Ms và Mr ASia Business 2019                         | Giám khảo |
| 2020 | Xuân Phát Tài                                       | MC        |
| 2022 | Người đẹp Du Lịch ASEAN+                            | Giám khảo |
| 2022 | Hoa hậu Du lịch Biển Việt Nam                       | Giám khảo |

## Hoạt động khác

#### 2011
- Tháng 5 năm 2011: Lý Nhã kỳ tham gia vở kịch sân khấu và điện ảnh mang tên Đại tướng Võ Nguyên Giáp và bản giao hưởng Điện Biên. Đây là chương trình có ý nghĩa chính trị, văn hóa lớn của Việt Nam và là vai diễn sân khấu đầu tiên của Lý Nhã Kỳ. Trong vở diễn này, Lý Nhã Kỳ hóa thân thành bạn gái của tướng Đờ Cát. Tuy nhiên Lý Nhã Kỳ gây phản cảm khi lộ ngực khi diễn vở kịch này[41] và bị coi là nghệ sĩ "ăn mặc phản cảm". Cô đã thanh minh đây là lỗi của họa sĩ thiết kế trang phục khi cho cô mặc áo khoét cổ sâu và được các thành viên tham gia vở kịch ủng hộ.[42]

#### 2018
- Tháng 6 năm 2018, Lý Nhã Kỳ trở thành Lãnh Sự Danh Dự của Romania tại Thành phố Hồ Chí Minh.[43]
- Tháng 11 năm 2018 tại Đại hội đại biểu toàn quốc lần thứ hai Hội Doanh nhân Tư nhân Việt Nam Lý Nhã Kỳ được bổ nhiệm vào Ban Chấp hành Trung ương Hội Doanh nhân Tư nhân Việt Nam khóa II nhiệm kỳ 2018–2023.[44]

## Ca nhạc
Lý Nhã Kỳ xuất hiện với vai trò diễn viên minh họa trong MV Ngày không bình yên (Trương Lê Sơn) và MV Người ngoài phố (Anh Việt Thu) trích trong album DVD Nửa vầng trăng của Đàm Vĩnh Hưng năm 2009.
Năm 2020, Lý Nhã Kỳ vào vai người yêu của Đàm Vĩnh Hưng trong MV "Chuyện loài hoa dang dở" (Y Vũ). MV quay dạng phim ngắn, lấy bối cảnh tại Đà Lạt.

## Nhận xét của dư luận
Sau khi cô được bổ nhiệm làm Đại sứ Du lịch đầu tiên của Việt Nam, nhiều ý kiến đã bày tỏ phản đối điều này vì họ cho rằng cô có nhiều vụ bê bối về cuộc sống cá nhân và như vậy chưa xứng đáng với sự bổ nhiệm này. Ngoài ra, còn có nhiều ý kiến nghi ngờ về bằng cấp đại học tại Đức của cô. Theo khảo sát của trang tin điện tử VnExpress, trong số 21284 phiếu, có 61,4% ủng hộ và 38,6% phản đối quyết định bổ nhiệm cô làm đại sứ du lịch Việt Nam.